# Maurice Lucas
Maurice D. Lucas (Pittsburgh, 18 febbraio 1952 – Portland, 31 ottobre 2010) è stato un cestista e allenatore di pallacanestro statunitense, professionista nella ABA e nella NBA.

## Carriera
Venne selezionato dai Chicago Bulls al primo giro del Draft NBA 1974 (14ª scelta assoluta).
Il 4 Novembre 1988 la sua maglia numero 20 venne ritirata dai Portland Trail Blazers.

## Statistiche
| † | Denota una stagione in cui ha vinto il titolo NBA |
| * | Primo nella lega                                  |

### ABA-NBA

#### Regular Season
| Anno            | Squadra                    | PG    | PT  | MP   | TC%  | 3P%  | TL%  | RP   | AP  | PRP | SP  | PP   |
| --------------- | -------------------------- | ----- | --- | ---- | ---- | ---- | ---- | ---- | --- | --- | --- | ---- |
| 1974-1975       | Spirits of St. Louis (ABA) | 80    | -   | 30,8 | 46,7 | 22,2 | 78,6 | 10,2 | 3,6 | 1,1 | 0,8 | 13,2 |
| 1975-1976       | Spirits of St. Louis (ABA) | 28    | -   | 38,0 | 46,0 | 0,0  | 73,1 | 15,1 | 2,8 | 0,7 | 0,8 | 20,4 |
| 1975-1976       | Kentucky Colonels (ABA)    | 58    | -   | 31,0 | 46,1 | 42,9 | 78,4 | 9,4  | 2,5 | 1,0 | 0,6 | 15,3 |
| 1976-1977†      | Portland T. Blazers (NBA)  | 79    | -   | 36,2 | 46,6 | -    | 76,5 | 11,4 | 2,9 | 1,1 | 0,7 | 20,2 |
| 1977-1978       | Portland T. Blazers        | 68    | -   | 31,2 | 45,8 | -    | 76,7 | 9,1  | 2,5 | 0,9 | 0,8 | 16,4 |
| 1978-1979       | Portland T. Blazers        | 69    | -   | 35,7 | 47,0 | -    | 78,3 | 10,4 | 3,1 | 1,0 | 1,2 | 20,4 |
| 1979-1980       | Portland T. Blazers        | 41    | -   | 28,7 | 44,0 | 40,0 | 73,0 | 7,9  | 3,0 | 0,6 | 0,9 | 14,3 |
| 1979-1980       | N.J. Nets                  | 22    | -   | 32,2 | 49,0 | 0,0  | 77,5 | 9,6  | 3,8 | 0,9 | 1,2 | 15,2 |
| 1980-1981       | N.J. Nets                  | 68    | -   | 31,8 | 48,4 | 0,0  | 75,2 | 8,5  | 2,5 | 0,8 | 0,9 | 14,7 |
| 1981-1982       | N.Y. Knicks                | 80    | 74  | 33,4 | 50,4 | 0,0  | 72,5 | 11,3 | 2,2 | 0,9 | 0,9 | 15,8 |
| 1982-1983       | Phoenix Suns               | 77    | 71  | 33,6 | 47,4 | 33,3 | 78,1 | 10,4 | 2,8 | 0,7 | 0,6 | 16,5 |
| 1983-1984       | Phoenix Suns               | 75    | 69  | 30,8 | 49,7 | 0,0  | 76,5 | 9,7  | 2,7 | 0,7 | 0,5 | 15,9 |
| 1984-1985       | Phoenix Suns               | 63    | 22  | 26,5 | 47,6 | 0,0  | 75,0 | 8,8  | 2,3 | 0,6 | 0,3 | 13,4 |
| 1985-1986       | L.A. Lakers                | 77    | 8   | 22,7 | 46,2 | 50,0 | 78,3 | 7,4  | 1,1 | 0,6 | 0,3 | 10,2 |
| 1986-1987       | Seattle S.Sonics           | 63    | 0   | 17,8 | 45,1 | 0,0  | 80,2 | 4,9  | 1,0 | 0,5 | 0,3 | 7,9  |
| 1987-1988       | Portland T. Blazers        | 73    | 0   | 16,3 | 45,0 | 0,0  | 73,6 | 4,3  | 1,3 | 0,5 | 0,1 | 6,1  |
| Carriera ABA    | Carriera ABA               | 166   |     | 32,1 | 46,3 | 18,5 | 77,5 | 10,8 | 3,1 | 1,0 | 0,7 | 15,2 |
| Carriera NBA    | Carriera NBA               | 855   | 244 | 29,0 | 47,3 | -    | 76,3 | 8,8  | 2,3 | 0,7 | 0,6 | 14,4 |
| Carriera Totale | Carriera Totale            | 1.021 | 244 | 29,5 | 47,1 | -    | 76,5 | 9,1  | 2,4 | 0,8 | 0,6 | 14,6 |

#### Massimi in carriera
Regular Season
- Massimo di punti in ABA: 39 vs San Antonio Spurs (30 novembre 1975)
- Massimo di punti in NBA: 46 vs Boston Celtics (12 gennaio 1979)
- Massimo di rimbalzi in ABA: 24 vs Virginia Squires (2 novembre 1975)
- Massimo di rimbalzi in NBA: 26 vs San Antonio Spurs (24 febbraio 1980)
- Massimo di assist in ABA: 11 (2 volte)
- Massimo di assist in NBA: 10 vs San Antonio Spurs (24 febbraio 1980)
- Massimo di palle rubate in ABA: 6 vs Kentucky Colonels (9 marzo 1975)*
- Massimo di palle rubate in NBA: 5 (2 volte)
- Massimo di stoppate in ABA: 6 vs Denver Nuggets (6 marzo 1975)*
- Massimo di stoppate in NBA: 6 vs Indiana Pacers (13 febbraio 1981)

(* tenendo conto dei dati ABA al momento disponibili e che le statistiche di queste categorie vennero registrate sistematicamente solo dalla stagione ABA 1973-1974)

#### Playoffs
| Anno            | Squadra                    | PG  | PT | MP   | TC%  | 3P% | TL%  | RP   | AP  | PRP | SP  | PP   |
| --------------- | -------------------------- | --- | -- | ---- | ---- | --- | ---- | ---- | --- | --- | --- | ---- |
| 1975            | Spirits of St. Louis (ABA) | 10  | -  | 37,5 | 44,4 | 0,0 | 65,9 | 14,7 | 5,0 | 1,2 | 1,4 | 16,3 |
| 1976            | Kentucky Colonels (ABA)    | 10  | -  | 33,0 | 49,3 | -   | 78,9 | 10,8 | 2,2 | 0,8 | 0,6 | 16,5 |
| 1977†           | Portland T. Blazers (NBA)  | 19* | -  | 38,5 | 51,9 | -   | 74,3 | 9,9  | 4,2 | 1,5 | 1,2 | 21,2 |
| 1978            | Portland T. Blazers        | 6   | -  | 38,8 | 42,6 | -   | 57,9 | 12,5 | 2,5 | 0,7 | 0,3 | 17,2 |
| 1979            | Portland T. Blazers        | 3   | -  | 34,7 | 34,1 | -   | 71,4 | 10,7 | 6,0 | 1,0 | 0,3 | 11,0 |
| 1983            | Phoenix Suns               | 2   | -  | 28,5 | 57,1 | -   | 50,0 | 6,0  | 4,0 | 1,5 | 0,0 | 13,0 |
| 1984            | Phoenix Suns               | 17  | -  | 33,5 | 51,1 | -   | 80,8 | 9,9  | 3,6 | 0,7 | 0,5 | 17,4 |
| 1985            | Phoenix Suns               | 3   | 0  | 28,0 | 46,8 | 0,0 | 78,9 | 11,0 | 3,3 | 0,7 | 0,7 | 19,7 |
| 1986            | L.A. Lakers                | 14  | 0  | 22,8 | 52,7 | -   | 73,7 | 6,5  | 0,7 | 0,4 | 0,4 | 9,4  |
| 1987            | Seattle S.Sonics           | 14  | 0  | 18,9 | 38,9 | 0,0 | 73,7 | 4,6  | 1,4 | 0,9 | 0,4 | 7,0  |
| 1988            | Portland T. Blazers        | 4   | 0  | 15,8 | 30,8 | -   | 50,0 | 6,3  | 1,3 | 0,3 | 0,0 | 2,5  |
| Carriera ABA    | Carriera ABA               | 20  |    | 35,3 | 46,9 | 0,0 | 70,0 | 12,8 | 3,6 | 1,0 | 1,0 | 16,4 |
| Carriera NBA    | Carriera NBA               | 82  | 0  | 29,6 | 48,4 | 0,0 | 74,4 | 8,4  | 2,7 | 0,9 | 0,6 | 14,1 |
| Carriera Totale | Carriera Totale            | 102 | 0  | 30,7 | 48,0 | 0,0 | 73,6 | 9,3  | 2,9 | 0,9 | 0,6 | 14,6 |

#### Massimi in carriera
Play-off
- Massimo di punti in ABA: 26 vs Denver Nuggets (25 aprile 1976)
- Massimo di punti in NBA: 29 (2 volte)
- Massimo di rimbalzi in ABA: 21 vs New York Nets (9 aprile 1975)
- Massimo di rimbalzi in NBA: 17 vs Los Angeles Lakers (18 maggio 1984)
- Massimo di assist in ABA: 7 vs New York Nets (9 aprile 1975)
- Massimo di assist in NBA: 9 vs Phoenix Suns (15 aprile 1979)
- Massimo di palle rubate in ABA: 2 vs Kentucky Colonels (27 aprile 1975)*
- Massimo di palle rubate in NBA: 4 vs Philadelphia 76ers (5 giugno 1977)
- Massimo di stoppate in ABA: 5 vs Kentucky Colonels (25 aprile 1975)*
- Massimo di stoppate in NBA: 5 vs Chicago Bulls (15 aprile 1977)

(* tenendo conto dei dati ABA al momento disponibili e che le statistiche di queste categorie vennero registrate sistematicamente solo dalla stagione ABA 1973-1974)

## Palmarès
- Campionato NBA: 1

Portland Trail Blazers: 1977
- All-NBA Team: 1

Second Team: 1978
- NBA All-Defensive Team: 2

First Team: 1978
Second Team: 1979
- ABA All-Star Game: 1

1976
- NBA All-Star Game: 4

1977, 1978, 1979, 1983
- Ventinovesimo per numero di stoppate di sempre ABA
- ABA All-Time Team